# Знаменское (Вологодская область)
Знаменское — посёлок в Междуреченском районе Вологодской области.
Входит в состав Сухонского сельского поселения, с точки зрения административно-территориального деления — в Сухонский сельсовет.
Расстояние до районного центра Шуйского по автодороге — 17 км. Ближайшие населённые пункты — Дачное, Мотыри, Сухонский.
По переписи 2002 года население — 2 человека.